# Obir-Tropfsteinhöhlen
Die Obir-Tropfsteinhöhlen (slowenisch Obirske kapniške jame) liegen im Gebiet der Marktgemeinde Eisenkappel-Vellach in Kärnten, Österreich.

## Lage
Der Obir ist 2142 Meter hoch und aus Wettersteinkalk aufgebaut. Durch einsickerndes Oberflächenwasser bilden sich in den Höhlen Stalagmiten und Stalaktiten. Über insgesamt 5 km erstrecken sich mehrere Höhlen.

## Entdeckung, Geschichte

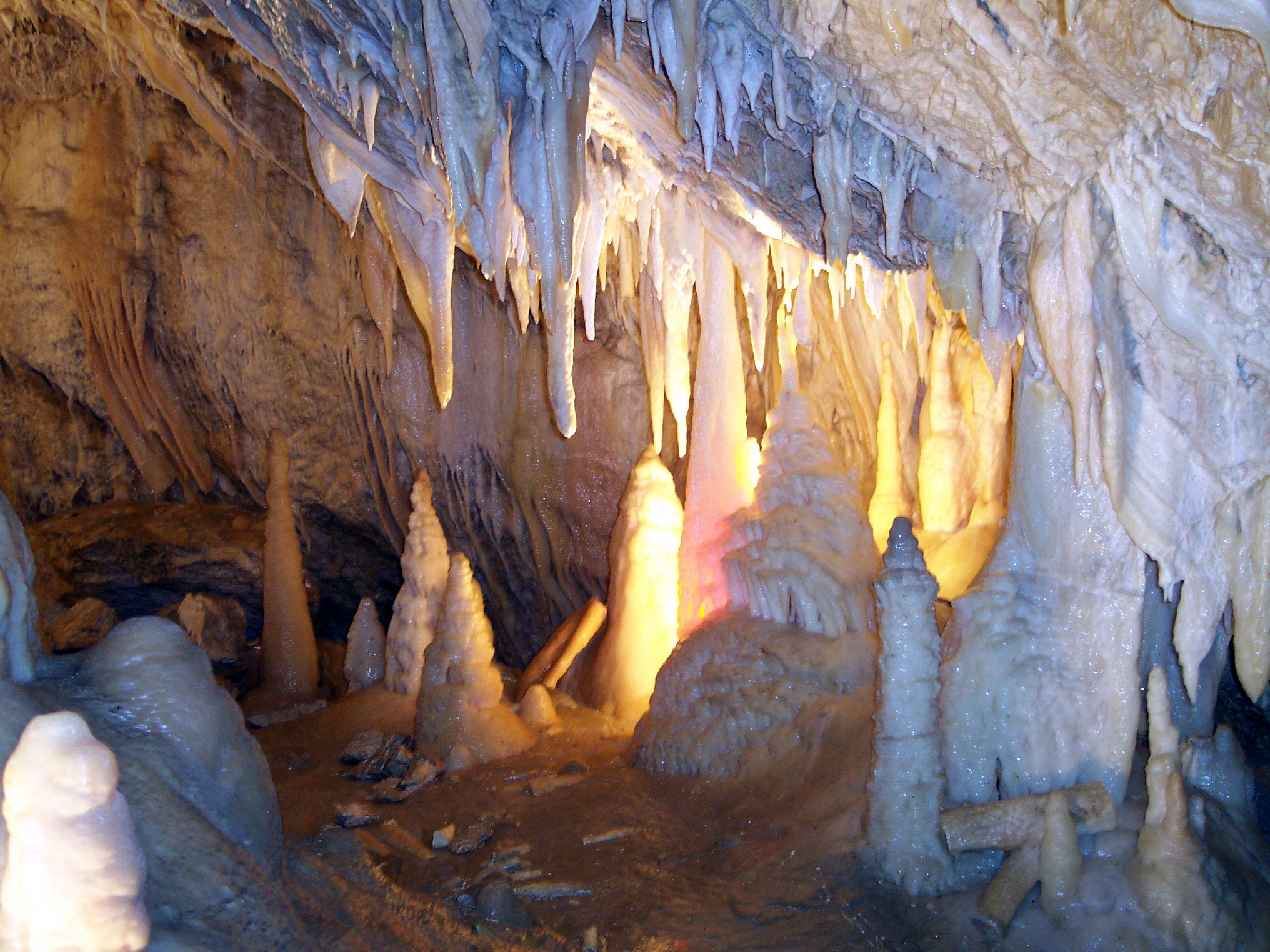
Zerstörte Tropfsteine

Auf der Unterschäffleralpe wurde bereits im 11. Jahrhundert Bergbau betrieben. 1870 hat die Bleiberger Bergwerksunion diesen Standort übernommen. Durch die Mitarbeiter dieser Firma wurden die Gänge des Tropfsteinhöhlensystems entdeckt. Jedoch wurden durch die Bergbauarbeiten Teile der Höhle leicht bis sehr stark beschädigt.
Der Zugang zur Höhle erfolgt durch einen 240 Meter langen Stollen.
Es gibt mehrere Natursteinräume, wie die Lange Grotte (3925/2), die Wartburghöhle (3925/3), und die Kleine Grotte (3925/1) mit der Kapelle.

## Besonderheiten
- Die „Orgel“ ist eine 6 Meter hohe und eine 12 Meter breite Sinterwand. Die Aneinanderreihung der Tropfsteine sieht Orgelpfeifen ähnlich und deswegen wird diese Sinterwand auch Orgel genannt.
- In einigen Teilen der Höhle gibt es kleine Seen.
- Ein Stalaktit, der als Haken wächst, ein sogenannter Excentrique[2].

## Die Tropfsteine
Es gibt in der Höhle mehrere Tropfsteinarten. Die drei bekanntesten sind der Stalagmit, der Stalaktit und die Sintersäule bzw. Tropsteinsäule.
Eine weitere Tropfsteinart ist die Sinterfahne oder Sintervorhang. Hinzu kommt ein Excentrique in der Kleinen Grotte.

## Besichtigung
Die Obir-Tropfsteinhöhlen sind vom 19. April bis 19. Oktober täglich geöffnet.
Anhand der Geschichte des Bergknappen Marian Rosic wird den Besuchern an 25 interaktiven Stationen die Höhle durch Multimediatechnik erklärt. Der Knappe soll im Jahre 1870 in die nach einer Sprengung entdeckten Naturhöhlen eingedrungen sein und dort einen der Tropfsteine abgebrochen haben. Laut der Legende wurde er daraufhin von den Berggeistern verwunschen und selbst in einen Tropfstein verwandelt.